# Nippy Noya
Nippy Noya (27 de fevereiro de 1946) é um percussionista indonésio, mais conhecido por seus trabalhos com Eric Burdon e The Animals. Destacava-se em congas, Kalimba, bongo, Campana, Guiro, Cabasa, shek, Caxixi, Triângulo e Berimbau.
Trabalhou com os mais variados artistas, entre eles Peter Herbolzheimer, John McLaughlin, Jan Akkerman, Volker Kriegel, Earth and Fire, Stan Getz and Dick Morrissey,Richard Tee, Eric Burdon, Billy Cobham, Chaka Khan, Peter Maffay, Udo Lindenberg, Gitte Haenning, John Hondorp e Herbert Grönemeyer.

## Ligaçoes Externas
- Nippy Noya. no IMDb.